# Hello Games
Hello Games — компанія, що спеціалізується на розробці відеоігор. Заснована в 2008 році.

## Історія

### Заснування
Hello Games була заснована в серпні 2008 року колишніми співробітниками компаній з розробки комп'ютерних ігор, таких як: Criterion Games, Electronic Arts та Kuju Entertainment. На Develop 2010 року вони виграли дві нагороди: найкраща нова студія і найкраща мікростудія. У вересні 2010 року компанія була включена в список The Guardian, як одна зі 100 найбільш інноваційних і творчих компаній за останні 12 місяців.

### Перші проєкти
У 2010 році випустила свою першу гру — Joe Danger. Великої популярності гра не отримала. Протягом наступних 4-х років компанія продовжувала працювати над серією, випустивши Joe Danger 2: The Movie (2012) і Joe Danger Infinity (2014).

### No Man's Sky
Нова науково-фантастична пригодницька гра під назвою No Man's Sky була анонсована під час церемонії нагородження VGA 2013. У березні 2016 року, разом з можливістю попереднього замовлення гри, стала відома очікувана дата релізу — 22 червня 2016 року. Проте за місяць до дати релізу Шон Мюррей оголошує про те, що гра була відкладена в останню хвилину через потребу внести ряд виправлень. Очікувана дата релізу була перенесена на серпень 2016 року. Через декілька днів після виходу No Man's Sky 9 серпня 2016 року, на гру та компанію обвалилася лавина критики зі сторони геймерів. Hello Games звинуватили в обмані під час просування гри через відсутність обіцяних ігрових функцій. Після періоду мовчання, який тривав понад місяць, гра отримала перше велике оновлення під назвою «Foundation», яке суттєво покращило геймплей та інтерфейс гри. Надалі No Man's Sky періодично оновлюється для виправлення недоліків оригіналу.
У вересні 2020 року Мюррей повідомив, що поки частина співробітників все ще працює над постійними оновленнями для No Man's Sky, решта працює над новою грою, але щоб уникнути проблем, пов'язаних з ажіотажем навколо запуску No Man's Sky, він планує тримати деталі гри в таємниці, поки вони не будуть майже готові представити її світу. У квітні 2022 року Мюррей сказав про гру, яка все ще перебуває на ранніх стадіях, що "це такий проєкт, який, навіть якби над ним працювала тисяча людей, все одно здавався б неможливим".

## Ігри
| Гра                     | Рік релізу |
| ----------------------- | ---------- |
| Joe Danger              | 2010       |
| Joe Danger 2: The Movie | 2012       |
| Joe Danger Infinity     | 2014       |
| No Man's Sky            | 2016       |